# Districtul Jerichower Land
Districtul Jerichower Land este un Kreis în landul Saxonia-Anhalt, Germania. 